# 2 Bit Pie
2 Bit Pie ist eine britische Band, die hauptsächlich Electro spielt. Sie wurde 2005 von Mike Bryant und Jon Fugler gegründet, beide von Fluke, sowie einer Menge anderer Musiker, die meistens schon mit Fluke zusammengearbeitet haben, und von Personen die Erfahrungen in der Musikindustrie gesammelt haben, wie Andy Gray.
Die erste Single veröffentlichten sie im Jahr 2005 mit dem Titel Nobody Never. Sie wurde als 12″-Vinyl-Schallplatte herausgegeben. Erst nach einem Jahr folgte dank des Plattenlabels One Little Indian das Debütalbum 2Pie Island im September 2006 in England.

## Aufbau
2 Bit Pie ist ein direkter Gegensatz zu Fluke, von denen Mike Bryant und Jon Fugler kommen. Beide schrieben die Songtexte für das Album 2Pie Island zusammen mit Andy Gray als einem zusätzlichen Songschreiber für die Singles „Fly“ and „Nobody Never“. Sänger sind Jon Fugler, der auch Sänger für Fluke ist sowie Yukiko Ishii, die von der Trip-Hop-Band She Shell kommt, sowie Dilshani Weerasinghe von Royal Opera, Louise Marshall, Margo Buchannon und Marli Buck.

## Diskografie
| - 2006: 2Pie Island (One Little Indian) |
| - 2005: Nobody Never (2 Bit Pie Records) - 2006: Here I Come (One Little Indian) |
| - 2007: Here I Come auf One Little Indian Label Sampler (One Little Indian) - 2009: Colours [7″ Edit] auf One Little Indian Label Sampler (One Little Indian)                                          |
| - 2005: Nobody Never [Hamel & Jamieson's Audio Magnetics Remix] auf Sander Kleinenberg und Lee Burridge: This Is Everybody! On Tour (NL: Everybody Loves Music; AUS: EQ Recordings; US: Ultra Records) |